# Renko
Renko je priimek več znanih Slovencev:
- Franjo Renko (1914–2002), ekonomist
- Ivan Renko (1922– ?), partizan, politik
- Jakob Renko (*1946), pesnik
- Julijan Renko (1925–2004), kipar
- Manca G. Renko (*1988), literarna zgodovinarka
- Majda Renko (*1944), pevka
- Mišo Renko, novinar, urednik
- Pavel Renko (1910– ?), mikrobiolog
- Sandi Renko (*1949), grafični oblikovalec v Italiji
- Srečko Renko (1924–2016), slavist
- Stanislav Renko (1911–2001), gozdar, časnikar in publicist
- Vita Renko, pevka